# Urochlaena
Urochlaena é um género botânico pertencente à família Poaceae.